# Flughafen Abidjan

i7
i11
i13
Der Flughafen Abidjan (auch Félix Houphouet Boigny Airport oder Port Bouet Airport, IATA-Code: ABJ, ICAO-Code: DIAP) ist der größte Flughafen im westafrikanischen Staat Côte d’Ivoire. Er liegt etwa 16 Kilometer südöstlich der größten Stadt der Elfenbeinküste, Abidjan, im Stadtteil Port-Bouët. Im Jahr 2003 wurden etwa 773.000 Passagiere gezählt.

## Allgemein
Der Flughafen Abidjan hat eine Start- und Landebahn mit einer Länge von 3000 Metern. Die Ausstattung des Airports ist im Gegensatz zu vielen anderen afrikanischen Flughäfen auf europäischem Standard. Der Flughafen besitzt zwei Terminals, einen für nationale und einen für internationale Flüge. Für die Abfertigung sind 25 Check-in-Schalter verfügbar. Im Flughafengebäude befinden sich weiterhin ein Postamt, eine Bank sowie einige Restaurants und Cafés. Vor dem Flughafen sind mehrere Taxis stationiert, die Reisende in die Hauptstadt transportieren. Daneben verbindet die Buslinie 6 der städtischen Verkehrsgesellschaft SOTRA zwischen 05:15 und 19:45 Uhr etwa stündlich den Flughafen mit dem Busbahnhof Gare Sud im Geschäftsviertel Plateau, der Fahrpreis beträgt 200 FCFA. Ein ILS-Anflug ist möglich.

## Zwischenfälle
Von 1977 bis Oktober 2017 kam es am Flughafen Abidjan und in seiner Umgebung zu 8 Totalverlusten von Flugzeugen. Dabei wurden 250 Menschen getötet. Auswahl:
- Am 26. Juli 1970 explodierte an einer Douglas DC-7CF der ARCO Bermuda (Luftfahrzeugkennzeichen VR-BCT)  während des Reisefluges das Triebwerk Nr. 3 (rechts außen) und fiel sechs Minuten später von der Tragfläche ab. Auf einem sandigen Gelände westlich des Flughafens Abidjan wurde eine Bauchlandung gemacht. Das Flugzeug wurde irreparabel beschädigt. Alle vier Besatzungsmitglieder, die einzigen Insassen auf dem Überführungsflug, überlebten den Unfall.[6]

- Am 3. Januar 1987 kehrte die Flugbesatzung einer Boeing 707-379C (PP-VJK) der VARIG auf dem Weg nach Rio de Janeiro zwanzig Minuten nach dem Start vom Flughafen Abidjan aufgrund einer Feuerwarnung an einem Triebwerk zurück und stellte das Triebwerk ab. Im Anflug auf den Flughafen kam es in der mondlosen Nacht zu räumlicher Desorientierung, Strömungsabriss und Kontrollverlust. Das Flugzeug stürzte 18 Kilometer nordöstlich des Platzes ab und ging in Flammen auf. Von den 12 Besatzungsmitgliedern und 39 Passagieren überlebte nur ein Passagier (siehe auch VARIG-Flug 797).[7]

- Am 26. Juni 1994 stürzte eine Fokker F-27-400M Friendship der Air Ivoire (TU-TIP) im Landeanflug auf den Flughafen Abidjan 5500 Meter vor dem Flughafen ab. Alle 17 Insassen starben.[8]

- Am 30. Januar 2000 stürzte ein Airbus A310-300 der Kenya Airways (5Y-BEN) kurz nach dem Start von Abidjan ins Meer. Von den 179 Insassen kamen 169 ums Leben (siehe auch Kenya-Airways-Flug 431).[9]

- Am 14. Oktober 2017 verunglückte eine von den französischen Streitkräften gecharterte Antonow An-26 der moldauischen Valan International Cargo Charter (ER-AVB) bei schlechten Witterungsbedingungen im Endanflug. Die aus Ouagadougou (Burkina Faso) kommende Maschine schlug etwa 650 Meter vor der Landeschwelle im Meer auf und zerbrach in mehrere Teile. Vier der zehn Insassen, darunter beide Piloten, kamen bei dem Absturz ums Leben.[10][11]